# Jonathan Palacios
Jonathan Palacios (Carepa, Antioquia, Colombia, 11 de octubre de 1991) es un futbolista colombiano. Juega como delantero y su equipo actual es el Comerciantes Unidos de la Liga 2 del Perú.

## Trayectoria
Debutó en 2011 con Leones Fútbol Club en la Primera B (Colombia). En el 2013 fue el goleador de su equipo con 12 tantos, lo que le valió para ser fichado por Cúcuta Deportivo.
Para la temporada 2015 asciende a la Primera División de Colombia con el Cúcuta, pero aquel mismo año desciende de categoría.
Luego del gran año de Robinson Aponza, a inicios del 2017 llega a Alianza Atlético de Sullana para reemplazarlo, club donde fue pieza principal. Anotó varios goles importantes de su equipo, sin embargo, no pudo salvarlo del descenso.

## Clubes
| Club                | País     | Año         |
| ------------------- | -------- | ----------- |
| Leones F. C.        | Colombia | 2011 - 2013 |
| Cúcuta Deportivo    | Colombia | 2014 - 2016 |
| Alianza Atlético    | Perú     | 2017        |
| Patriotas Boyacá    | Colombia | 2018        |
| Deportivo Coopsol   | Perú     | 2018        |
| Comerciantes Unidos | Perú     | 2019 -      |

## Estadísticas
| Club                        | Temporada           | Liga  | Liga  | Copa Nacional | Copa Nacional | Copa Internacional | Copa Internacional | Total | Total | Prom. · |
| Club                        | Temporada           | Part. | Goles | Part.         | Goles         | Part.              | Goles              | Part. | Goles | Prom. · |
| --------------------------- | ------------------- | ----- | ----- | ------------- | ------------- | ------------------ | ------------------ | ----- | ----- | ------- |
| Leones F. C. · Colombia     | 2011                | 25    | 3     | 3             | 1             | -                  | -                  | 28    | 4     | 0,14    |
| Leones F. C. · Colombia     | 2012                | 22    | 5     | 0             | 0             | -                  | -                  | 22    | 5     | 0,22    |
| Leones F. C. · Colombia     | 2013                | 42    | 16    | 7             | 0             | -                  | -                  | 49    | 16    | 0,32    |
| Leones F. C. · Colombia     | Total               | 89    | 24    | 10            | 1             | 2                  | 1                  | 99    | 25    | 0,25    |
| Cúcuta Deportivo · Colombia | 2014                | 37    | 3     | 10            | 3             | -                  | -                  | 47    | 6     | 0,12    |
| Cúcuta Deportivo · Colombia | 2015                | 34    | 4     | 2             | 0             | -                  | -                  | 36    | 4     | 0,11    |
| Cúcuta Deportivo · Colombia | 2016                | 25    | 3     | 4             | 0             | -                  | -                  | 29    | 3     | 0,10    |
| Cúcuta Deportivo · Colombia | Total               | 96    | 10    | 16            | 3             | 0                  | 0                  | 112   | 13    | 0,11    |
| Alianza Atlético · Perú     | 2017                | 31    | 4     | 0             | 0             | -                  | -                  | 31    | 4     | 0,12    |
| Alianza Atlético · Perú     | Total               | 31    | 4     | 0             | 0             | 0                  | 0                  | 31    | 4     | 0,12    |
| Patriotas Boyacá · Colombia | 2018                | 3     | 0     | 0             | 0             | -                  | -                  | 3     | 0     | 0,00    |
| Patriotas Boyacá · Colombia | Total               | 3     | 0     | 0             | 0             | 0                  | 0                  | 3     | 0     | 0,00    |
| Total en su carrera         | Total en su carrera | 219   | 38    | 26            | 4             | 0                  | 0                  | 245   | 42    | 0,18    |